# Dario Calimani
Dario Calimani (Venezia, 18 febbraio 1946) è un critico letterario italiano.

## Biografia
Laureatosi in lingua e letteratura inglese presso l'Università "Ca' Foscari" di Venezia, ha studiato letteratura anglo-irlandese presso l'University College di Dublino. Ha insegnato all'Università di Cagliari, all'Università di Trieste e all'Università di Venezia, dove è stato professore ordinario di Letteratura inglese e, dal 2001 al 2006, Direttore del Centro Linguistico dell'Università Ca' Foscari di Venezia. È Bogliasco Fellow (Fondazione Bogliasco - Centro di Studi Ligure).
Si occupa preminentemente di analisi del testo. La sua attività di critico è incentrata su alcune figure chiave della letteratura anglosassone: si è occupato di Thomas Stearns Eliot, di James Joyce e del teatro inglese del Novecento (Oscar Wilde, George Bernard Shaw, John Millington Synge, William Butler Yeats, Samuel Beckett, Harold Pinter). Ha scritto saggi di rilievo su T.S. Eliot e su Harold Pinter. Con il saggio William Shakespeare: i sonetti della menzogna (2009) ha svolto un'importante opera esegetica dei Sonnets shakespeariani, alla luce delle molteplici letture possibili, da ottica decostruzionista. Ha pubblicato di recente teatro e poesia di William Butler Yeats e un'importante edizione del Mercante di Venezia di William Shakespeare.
Si occupa di cultura ebraica e trasmissione della memoria (numerosi articoli su rivista). È stato presidente della Comunità ebraica di Venezia (2001-2006) e consigliere dell'Unione delle Comunità Ebraiche Italiane (2002-2010).
Ha collaborato per anni a Moked, giornale online dell'Unione delle Comunità ebraiche italiane.

## Opere

### Saggi letterari
- Daniel Deronda fra novel e romance, "Studi inglesi", 5, 1978, pp. 125–164.
- George Eliot e l'evoluzione dello stereotipo ebraico, "Rassegna mensile di Israel", 1979, pp. 328–341.
- Sintassi della lingua inglese. Approfondimenti, Udine, Del Bianco, 1981.
- Radici sepolte. Il teatro di Harold Pinter, Firenze, Olschki, 1985; 2ª ediz. 1996.
- T.S. Eliot. Lo spazio retorico, Roma, Carucci, 1988.
- The Boarding House: an Italian Variant?, "James Joyce Quarterly", 32, 2, 1995, pp. 209–226.
- Fuori dall'Eden. Teatro inglese moderno, Venezia, Cafoscarina, 1992; 2ª ediz. 1996.
- Il teatro dell'assurdo e la crisi dell'episteme, "Intrecci e contaminazioni", Venezia, Supernova, 1993, pp. 180–88.
- T.S. Eliot e Magritte. Il suicidio della retorica, "Strumenti critici", XII, 1997, pp. 199–213.
- T.S. Eliot. Ideologia e retorica, Cagliari, Cuec, 1997.
- T.S. Eliot. Le geometrie del disordine, Napoli, Liguori, 1998.
- T.S. Eliot: in fuga dalla cornice, A Goodly Garlande, "Annali di Ca' Foscari", XLII, 4, 2003, pp. 121–134.
- Isole e derive letterarie, "Il nuovo Baretti", 1, 2004, pp. 123–137.
- William Shakespeare: i sonetti della menzogna, Roma, Carocci, 2009.
- (a cura di), W.B. Yeats, Il figlio di Cuchulain. Sulla spiaggia di Baile, Purgatorio, La morte di Cuchulain, Venezia, Marsilio, 2011.
- Ricezione e misconoscimento dell'assurdo, "Prospero", 16, 2011, pp. 17–26.
- (a cura di), J.M. Synge, Riders to the Sea / La Cavalcata al mare (traduzione di James Joyce e Nicolò Vidacovich), Treviso, Compiano, 2012.
- The Three Ladies of London: l'ebreo diverso, in Confluenze intertestuali, Napoli, Liguori, 2012, pp. 15–38.
- Yeats, Cuchulain e la fine del ciclo, "Studi irlandesi", 2, 2012, pp. 29–40.
- L'Ebreo di Malta. I significati della fine, "Quaderni Veneti", vol. 1, 2014, pp. 107–114.
- (a cura di), W.B. Yeats, Verso Bisanzio. Poesie, Venezia, Marsilio, 2015.
- (a cura di), William Shakespeare, Il mercante di Venezia, Venezia, Marsilio, 2016.
- "Il mercante di Venezia e la chiave di Jessica" , "Tra Venezia e Saturno. Storia, drammaturgia e poesia per Paolo Puppa", Corazzano (Pisa), Titivillus, 2017, pp. 98-107 (ISBN 978-88-7218-419-6) (Articolo su libro)

- Ha collaborato a Moked / Pagine Ebraiche 24 - http://moked.it/unione_informa/paginebraiche24.html

### Saggi di carattere ebraico
- Saba e la capra semita,  Appartenenza e differenza: ebrei d'Italia e letteratura, a cura di Hassine–Misan-Montefiore–Stow, Firenze, Giuntina, 1998, pp. 69–89.
- Bereshit: la libertà del canone, Il canone alla fine del millennio, "Critica del testo", III, 1, 2000, pp. 7–23.
- Torah e letteratura: dal Nome al Testo, Il segreto, a cura di Floris-Virdis, Roma, Bulzoni, 2000, pp. 1–20.
- L'esilio e la ferita della memoria, L'ombra lunga dell'esilio. Ebraismo e memoria, a cura di M. Sechi, Firenze, Giuntina, 2002, pp. 11–24.
- La memoria e il suo esilio, L'ombra lunga dell'esilio. Ebraismo e memoria, a cura di M. Sechi, Firenze, Giuntina, 2002, pp. 27–45.
- Scalfari e le distorsioni antigiudaiche, in "Pagine Ebraiche", febbraio 2014, pp. 27–29.
- Relativismo ebraico: l'apertura del testo e la libertà del commento, in "Filosofia e teologia", XXVIII, 1, 2014 (Relativismi).
- Genesi , in Letteratura Europea, Torino, UTET, 2014, vol. IV, pp. 15–18.
- Collabora settimanalmente a Moked / Pagine Ebraiche 24 - http://moked.it/unione_informa/paginebraiche24.html

Tutte le sue pubblicazioni e le sue attività accademiche, al sito di Università Ca' Foscari di Venezia, alla pagina: https://www.unive.it/data/persone/5591628